# Sasamón
Sasamón és un municipi de la província de Burgos, a la comunitat autònoma de Castella i Lleó. És format per les localitats de Castrillo de Murcia (192), Citores del Páramo (51), Olmillos de Sasamón (164), Sasamón (564), Villandiego (85), Villasidro (47) i Yudego (193).

## Demografia
| 1991 | 1996 | 2001 | 2004 |
| ---- | ---- | ---- | ---- |
| 1505 | 1593 | 1449 | 1346 |

## Personatges il·lustres
- Ángel Roba Osorno Arxivat 2008-06-03 a Wayback Machine. (1895-1935), religiós marista com Hermano Licarión, beatificat, amb 498 víctimes de la persecució religiosa durant la Guerra Civil Espanyola, el 28 d'octubre de 2007 a Roma  Arxivat 2008-04-24 a Wayback Machine.
- Claudia Ciancas
- Arsenio González Gutiérrez, ciclista nascut a Yudego